# Гальчинська сільська рада (Бердичівський район)
Гальчинська сільська рада (Гальчинецька сільська рада) — колишня адміністративно-територіальна одиниця та орган місцевого самоврядування у Коднянському (Солотвинському) і Бердичівському районах, Бердичівській міській раді Житомирської і Бердичівської округ, Вінницької й Житомирської областей Української РСР та України з адміністративним центром у с. Гальчин.

## Населені пункти
Сільській раді були підпорядковані населені пункти:
- с. Гальчин
- с. Сьомаки

## Населення
Кількість населення ради, станом на 1923 рік, становила 2 058 осіб, кількість дворів — 427.
Відповідно до перепису населення СРСР 17 грудня 1926 року, чисельність населення ради становила 2 072 осіб, з них за статтю: чоловіків — 990, жінок — 1 082; етнічний склад: українців — 2 010, росіян — 1, євреїв — 5, поляків — 56. Кількість господарств — 421.
Згідно з переписом УРСР 1989 року чисельність наявного населення сільської ради становила 616 осіб, з яких 254 чоловіки та 362 жінки, постійне населення — 617 осіб.
За переписом населення України 2001 року в сільській раді мешкали 502 особи, постійне населення — 516 осіб.

### Мова
Розподіл населення за рідною мовою за даними перепису 2001 року:
| Мова       | Відсоток |
| ---------- | -------- |
| українська | 97,29 %  |
| російська  | 2,33 %   |
| інші       | 0,38 %   |

## Склад ради
Рада складалась з 15 депутатів та голови.

## Керівний склад сільської ради
| ПІБ                             | Основні відомості                                                               | Дата обрання | Дата звільнення |
| ------------------------------- | ------------------------------------------------------------------------------- | ------------ | --------------- |
| Богдан Володимир Васильович     | Сільський голова, 1947 року народження, освіта, безпартійний                    | 26.03.2006   | 01.02.2008      |
| Андрійчук Володимир Олексійович | Сільський голова, 1957 року народження, освіта                                  | 01.06.2008   | 31.10.2010      |
| Андрійчук Володимир Олексійович | Сільський голова, 1957 року народження, освіта середня спеціальна, безпартійний | 31.10.2010   |                 |

Примітка: таблиця складена за даними джерела

## Історія
Створена 1923 року в складі сіл Агатівка, Гальчинець, Сьомаки та хутора Борисівка Солотвинської волості Житомирського повіту Волинської губернії. У 1925 році х. Борисівка переданий до складу новоствореної Осиківської сільської ради, 4 вересня 1928 року с. Агатівка — до складу новоствореної Катеринівської сільської ради Бердичівського району Бердичівської округи.
Станом на 1 вересня 1946 року та 1 січня 1972 року сільська рада входила до складу Бердичівського району Житомирської області, на обліку в раді перебували села Гальчин та Сьомаки.
Ліквідована 3 січня 2019 року через об'єднання до складу Гришковецької селищної територіальної громади Бердичівського району Житомирської області.
Входила до складу Солотвинського (Коднянського, 7.03.1925 р.), Бердичівського (17.06.1925 р., 28.06.1939 р.) районів та Бердичівської міської ради (15.09.1930 р.).